# Celestial (Ed Sheeran)
Celestial è un singolo del cantante britannico Ed Sheeran, pubblicato il 29 settembre 2022.

## Descrizione
Il brano è stato scritto da Sheeran stesso insieme a Steve Mac e Johnny McDald, mentre la produzione è stata curata dai soli Sheeran e Mac. È stato concepito in seguito a un viaggio del cantante in Giappone durante il quale ha incontrato dei dipendenti della Pokémon Company, che gli hanno chiesto di scrivere una canzone per i nuovi videogiochi della serie, Pokémon Scarlatto e Violetto. L'artista, che da bambino era appassionato ai Pokémon, ha ritenuto «un onore» che un suo brano venisse inserito nel videogioco.
Celestial è stato pubblicato in digitale a livello globale il 29 settembre 2022, mentre il giorno seguente è entrato in rotazione radiofonica in Italia.

## Video musicale
Il video, diretto da Yuichi Kodama, è stato reso disponibile in concomitanza con il singolo. Definito dal cantante come «nostalgico», lo vede interagire con una serie di Pokémon stilizzati, realizzati da Yu Nagaba nello stile in cui Sheeran disegnava da bambino.

## Tracce
Testi e musiche di Ed Sheeran, Steve Mac e Johnny McDald.
1. Celestial – 3:29

## Formazione
Hanno partecipato alle registrazioni, secondo le note di copertina:
Musicisti
- Ed Sheeran – voce, chitarra
- Johnny McDaid – cori, chitarra
- Chris Laws – batteria
- John Parricelli – chitarra
- Steve Mac – tastiera

Produzione
- Steve Mac – produzione
- Ed Sheeran – produzione
- Mark "Spike" Stent – missaggio
- Matt Wolach – assistenza al missaggio
- Chris Laws – ingegneria del suono
- Dan Pursey – ingegneria del suono
- Johnny McDaid – ingegneria del suono
- Graham Archer – ingegneria del suono
- Stuart Hawkes – mastering

## Classifiche

### Classifiche settimanali
| Classifica (2022-23) | Posizione massima |
| -------------------- | ----------------- |
| Australia            | 35                |
| Austria              | 28                |
| Belgio (Fiandre)     | 7                 |
| Canada               | 63                |
| Danimarca            | 34                |
| Francia              | 73                |
| Germania             | 46                |
| Grecia               | 88                |
| Irlanda              | 23                |
| Islanda              | 22                |
| Italia               | 88                |
| Libano               | 7                 |
| Norvegia             | 36                |
| Paesi Bassi          | 36                |
| Portogallo           | 175               |
| Regno Unito          | 6                 |
| Stati Uniti          | 106               |
| Sudafrica            | 87                |
| Svezia               | 27                |
| Svizzera             | 16                |

### Classifiche di fine anno
| Classifica (2022) | Posizione |
| ----------------- | --------- |
| Belgio (Fiandre)  | 108       |